# (2004) Лексель
(2004) Лексель (лат. Lexell) — астероид главного пояса, который был открыт 22 сентября 1973 года советским астрономом Николаем Черных в Крымской астрофизической обсерватории. Астероид назван 15 октября 1977 года (Циркуляр № 4238) в честь российского астронома и математика шведского происхождения Андрея Лекселя.